# Bacówka PTTK „Jaworzec”
Bacówka PTTK „Jaworzec” – schronisko turystyczne PTTK znajdujące się na terenie nieistniejącej wsi Jaworzec w dolinie Wetliny na terenie gminy Cisna. Schronisko zostało zbudowane w latach 1974–1976 jako pierwsza bacówka w Bieszczadach.
Schronisko dysponuje miejscami noclegowymi w pokojach 1,2,3,5 oraz 8 i 9-osobowych. Ponadto wyposażone jest w węzeł sanitarny oraz bufet. Bacówka nie jest zelektryfikowana; po zmroku uruchamiany jest agregat prądotwórczy.

## Szlaki turystyczne
Dołżyca – Jaworzec – Przełęcz Mieczysława Orłowicza